# مرنطة (نشاء)
المَرَنْطَة أو العرعروط أو الآرُورُوت هو نشاء يُحصل عليه من جذمور العديد من النباتات الاستوائية مثل المرنطة القصبية ويُستخرج آروروت إفلريدة من الزامية كاملة الأوراق، والتبيوكة من البفرة والتي يغلب تسميتها بآروروت.